# Kanton Blois-5
Kanton Blois-5 (francouzsky Canton de Blois-5) je francouzský kanton v departementu Loir-et-Cher v regionu Centre-Val de Loire. Tvoří ho šest obcí.

## Obce kantonu
- Blois (část)
- Fossé
- Marolles
- Saint-Bohaire
- Saint-Lubin-en-Vergonnois
- Saint-Sulpice-de-Pommeray